# Sven Lindqvist (futbolista)
Sven Lindqvist   (Bromma parish, 26 de març de 1903 - Estocolm, 25 de gener de 1987) fou un futbolista suec, que jugava com a migcampista, que va competir durant la dècada de 1920 i 1930.
El 1924 va prendre part en els Jocs Olímpics de París, on guanyà la medalla de bronze en la competició de futbol. Pel que fa a clubs, defensà els colors de l'AIK Solna (1920-1932), amb qui guanyà la lliga sueca de 1923. Entre 1923 i 1927 jugà 5 partits amb la selecció nacional, en què no marcà cap gol.
Posteriorment, entre 1950 i 1961, exercí de mànager general de l'AIK Solna.